# Eduard Boscà i Casanoves
Eduard Boscà i Casanoves   (València, 12 de febrer de 1843 - València, 28 de maig de 1924) fou un metge i naturalista valencià.

## Biografia
Amb 23 anys es va graduar de Batxiller en Medicina i Cirurgia a la Universitat de València i més tard va obtenir la llicenciatura en Medicina. Es va llicenciar també en Ciències i a la Universitat de Madrid va obtenir el doctorat, a la secció de Ciències Naturals, l'any 1873. Aquest mateix any va iniciar la seva tasca docent com a professor auxiliar de Fisiologia i Higiene veterinàries a l'Escola d'Agricultura i Veterinària de la Diputació de València.
Va ser un dels iniciadors dels estudis herpetològics a Espanya. És autor de Catalogue des reptiles et des amphibiens de la Péninsule Ibérique et des îles Baléares (1878), publicat després en castellà (1879) i posteriorment corregit i ampliat (1881). S'interessà també per la botànica; publicà Memoria sobre los hongos comestibles y venenosos de la provincia de Valencia (1873), i tingué el càrrec de jardiner major del jardí botànic de València. Fou catedràtic d'història natural a la Universitat de València, on aplegà un museu amb més de 43.000 peces.
Va descobrir 3 noves espècies: dos rèptils, Vipera latastei i Chalcides bedriagai; i un amfibi, Alytes cisternasii.
En memòria seua, la biblioteca de Ciències de la Universitat de València porta el seu nom.